# Teri Gender Bender
Teri Gender Bender, vlastním jménem Teresa Suárez, (* 15. května 1989) je americká zpěvačka a kytaristka. V roce 2007 založila skupinu Le Butcherettes. Dlouhodobě spolupracuje s hudebníkem Omarem Rodríguezem-Lópezem. V roce 2012 spoluzaložila kapelu Bosnian Rainbows. Dále působila v projektu Kimono Kult. Rovněž zpívala na několika Rodríguezových-Lópezových sólových počinech, včetně alb Octopus Kool Aid, Blind Worms, Pious Swine a Umbrella Mistress.